# 마드라스 대학교
마드라스 대학교(타밀어: சென்னைப் பல்கலைக்கழகம், 영어: University of Madras)는 인도 첸나이에 위치한 대학교이다.